# Glossophaga longirostris
Glossophaga longirostris е вид бозайник от семейство Американски листоноси прилепи (Phyllostomidae).

## Разпространение
Видът е разпространен в Северна Бразилия, Венецуела, Колумбия, Гвиана, Тринидад и Тобаго, Гренада, Холандските Антили и Вирджинските острови на САЩ.